# Un pisoi la Hollywood
Cats Don't Dance este un film de animație din 1997.

## Distribuție
- Scott Bakula - Danny
- Jasmine Guy - Sawyer
- Natalie Cole - Sawyer (sångröst)
- Ashley Peldon - Darla Dimple
- Lindsay Ridgeway - Darla Dimple (sångröst)
- John Rhys-Davies - Woolie Mammoth